# Mikania alba
Mikania alba là một loài thực vật có hoa trong họ Cúc. Loài này được N.Taylor mô tả khoa học đầu tiên năm 1907.